# اوسلبن
اوسلبن (به آلمانی: Ausleben) یک شهر در آلمان است که در Börde واقع شده‌است. اوسلبن ۱٬۹۴۱ نفر جمعیت دارد.